# Tricholita chicagoensis
Tricholita chicagoensis är en fjärilsart som beskrevs av Colin W. Wyatt 1938. Tricholita chicagoensis ingår i släktet Tricholita och familjen nattflyn. Inga underarter finns listade i Catalogue of Life.